# (33179) Arsènewenger
(33179) Arsènewenger ist ein Asteroid des mittleren Hauptgürtels, der am 29. März 1998 vom britischen Astronomen Ian P. Griffin am Observatorium des Brevard Community College in Cocoa, Florida (IAU-Code 758) entdeckt wurde. Das College heißt inzwischen Eastern Florida State College. Unbestätigte Sichtungen des Asteroiden hatte es vorher schon am 12., 14. und 15. März 1977 mit der vorläufigen Bezeichnung 1977 EB8 am japanischen Kiso-Observatorium gegeben.
Der Asteroid wurde am 24. November 2007 nach dem französischen Fußballtrainer Arsène Wenger benannt, der von 1996 bis 2018 Trainer des FC Arsenal war. Ian P. Griffin ist ein Fan des Vereins.